# Gustav Gräben
Gustav Gräben (* 22. August 1865 in Brandenburg an der Havel; † Februar 1944 ebenda) war ein deutscher Radrennfahrer.

## Sportliche Laufbahn
Gräben war der erste Sieger des traditionsreichen und ältesten deutschen Eintagesrennens Rund um Berlin 1896. Auch ein Jahr später war er Sieger in diesem Straßenradrennen. 1897 gewann er mit Hamburg–Berlin ein Distanzrennen, wie sie zu dieser Zeit üblich waren. Die Fernfahrt am 12. September 1897 endete dabei in einem Toten Rennen zwischen Gustav Gräben und Paul Kotsch (1861–1940) aus Kyritz. Die Siegerzeit betrug 10:30:25 ⅘ bei einer Strecke von 258,8 Kilometer.
1898 gewann er bei den UCI-Bahn-Weltmeisterschaften die Silbermedaille im Steherrennen der Amateure hinter Albert-John Cherry. Er gewann später vor allem Steherrennen, insbesondere auf seiner „Hausbahn“ in Brandenburg an der Havel. Gräben begann mit dem Radsport im Brandenburger Tourenrennfahrer Verein.

## Berufliches
Ab 1904 betrieb Gräben in seiner Heimatstadt eine Zigaretten- und Fahrradhandlung. Er verkaufte eine Fahrradmarke mit seinem Namen.